# Аріелл Гоулд
Аріелл Таунсенд Гоулд (англ. Arielle Townsend Gold) —  американська сноубордистка, що спеціалізується в хафпайпі та слоупстайлі, олімпійська медалістка, чемпіонка світу, медалістка X-ігор. 
Бронзову олімпійську медаль Гоулд виборола на Пхьончханській олімпіаді 2018 року в хафпайпі.

## Виноски
1. ↑  14 things you didn't know about snowboarder Arielle Gold. NBC. 23 січня 2014. Архів оригіналу за 28 лютого 2018. Процитовано 2 квітня 2014. [Архівовано 2018-02-28 у Wayback Machine.]
2. ↑  Arielle Gold | Snowboard | United States – Sochi 2014 Olympics. Sochi2014.com. 23 лютого 2014. Архів оригіналу за 20 березня 2014. Процитовано 2 квітня 2014. [Архівовано 2014-03-20 у Wayback Machine.]
3. ↑  Women's halfpipe results